# Andrena biscutellata
Andrena biscutellata är en biart som beskrevs av Henry Lorenz Viereck 1917. Andrena biscutellata ingår i släktet sandbin, och familjen grävbin. Inga underarter finns listade i Catalogue of Life.